# Anton Weber (Politiker, 1878)

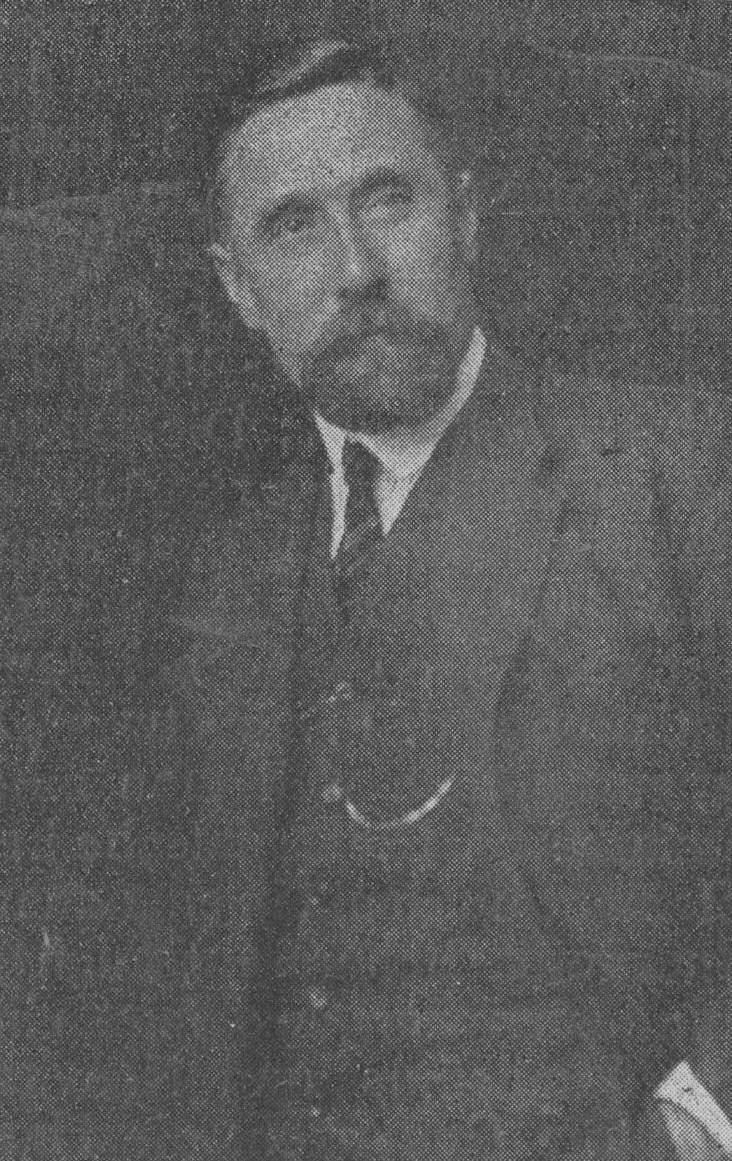
Anton Weber, um 1927

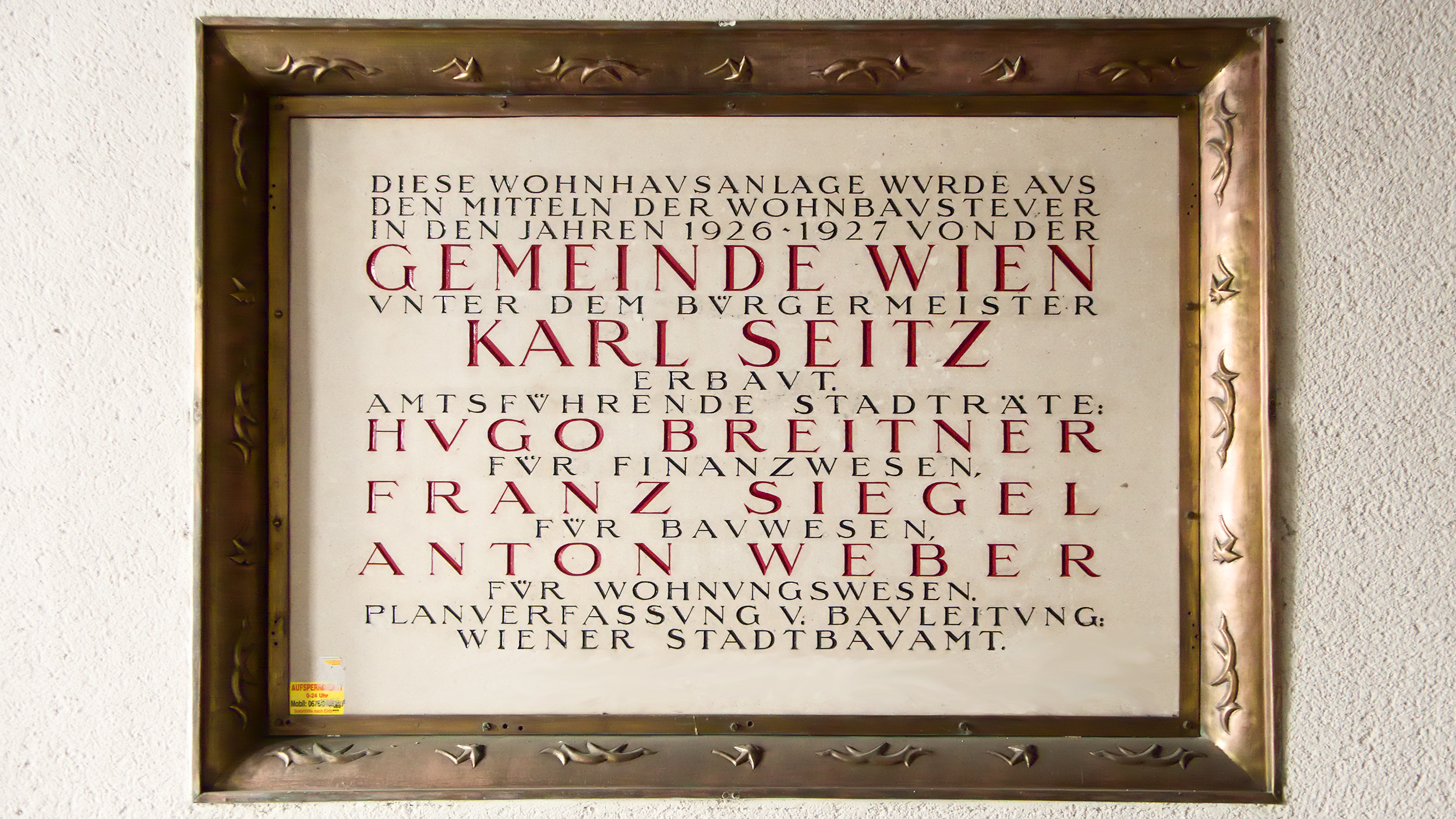
Tafel an einem Wiener Gemeindebau mit Hinweis auf die Wohnbausteuer und Nennung von Karl Seitz, Hugo Breitner, Franz Siegel und Anton Weber

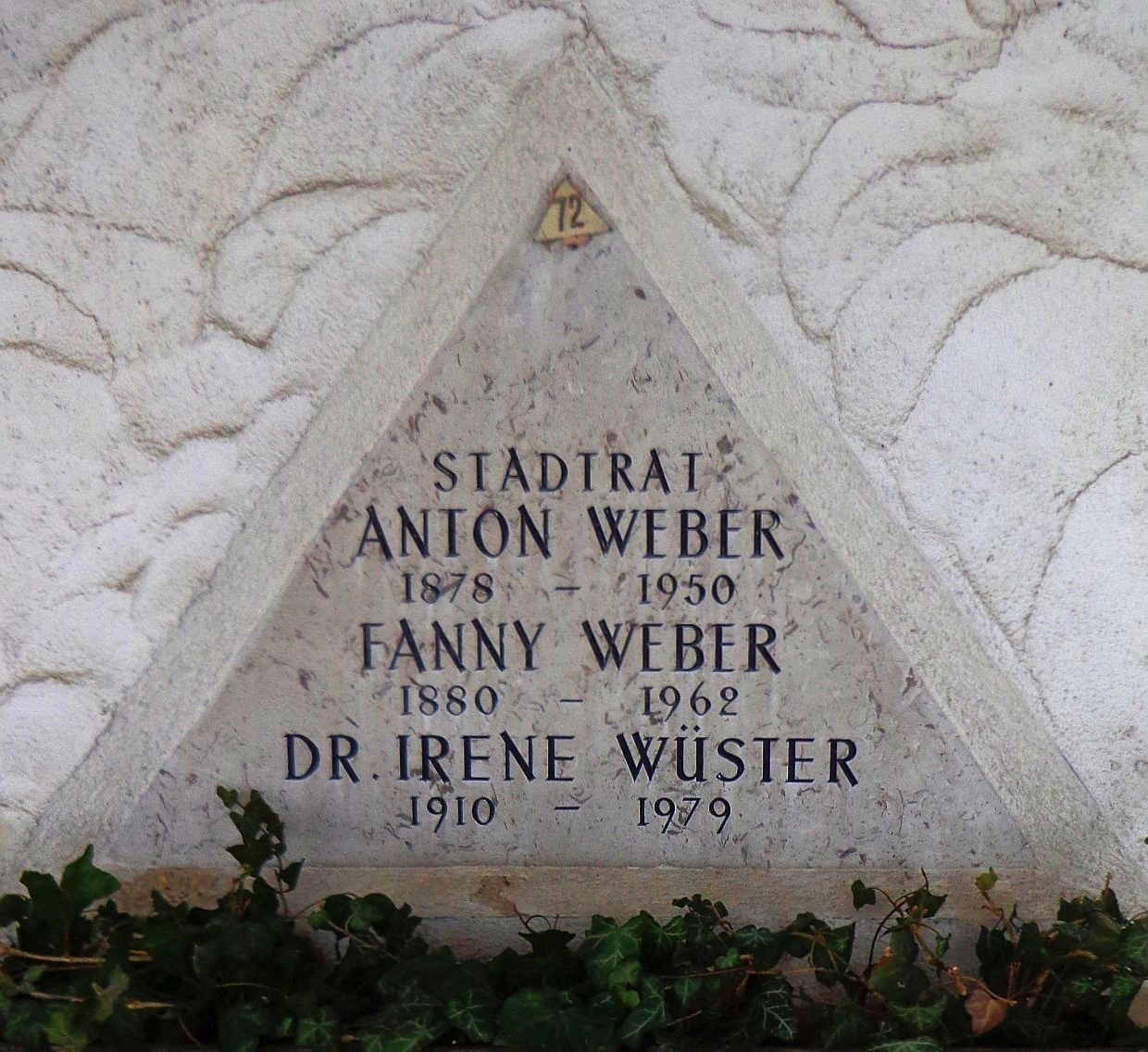
Feuerhalle Simmering, Ehrengrab von Stadtrat Anton Weber

Anton Weber (* 5. November 1878 in Kindberg als Anton von Padua Weber; † 28. Dezember 1950 in Wien) war ein österreichischer Politiker (SPÖ) und Amtsführender Stadtrat in Wien. 

## Leben und Wirken
Nach dem Besuch der Volksschule erlernte Weber den Beruf des Maschinenbauers und war als Schmiedgeselle in Kindberg tätig. Weber arbeitete ab 1910 in Krumau in Böhmen und übersiedelte 1913 nach Wien, wo er als Maschinenmonteur und als Administrator des Volksboten in Floridsdorf tätig war. Nach der Ableistung des Kriegsdienstes zwischen 1915 und 1918 wurde er 1918 zum Obmann der SDAP Floridsdorf gewählt, im Dezember 1918 zog er in den provisorischen Gemeinderat ein; am 4. Mai 1919 wurde er im gewählten Gemeinderat angelobt. Er gehörte zudem 1918 bis 1920 den Stadträten Weiskirchner und Reumann an. (Bis 31. Mai 1920 bestand in Wien als Exekutivausschuss des Wiener Gemeinderates ein 30-köpfiger Stadtrat unter Vorsitz des Bürgermeisters.) Mit der Einführung der Amtsführenden Stadträte schied Weber wieder aus dem Stadtsenat aus.
Weber war vom 4. März 1919 bis zum 9. November 1920 Mitglied der Konstituierenden Nationalversammlung und vom 10. November 1920 bis zum 16. Jänner 1922 Abgeordneter zum Nationalrat (I. Gesetzgebungsperiode).
Er wechselte danach als Amtsführender Stadtrat für Sozialpolitik und Wohnungswesen (Verwaltungsgruppe IV) in den Stadtsenat, nachdem Julius Grünwald ausgeschieden war. Weber wurde am 13. Jänner 1922 im Stadtsenat angelobt. Weber gehörte in der Folge den Stadtsenaten Seitz I, II und III an, wobei er immer das Wohnungsressort führte, dessen Name ab 1927 "Ressort für Wohnungsbau und Wohnungswesen (Verwaltungsgruppe IV)" lautete. In seine Verantwortung fiel damit der Ausbau des Wohnungsangebotes im "Roten Wien" der Zwischenkriegszeit (siehe Gemeindebau). Ein besonderes Anliegen stellte für Weber die Siedlerbewegung dar, die er mitbegründete. 
Nach der Niederschlagung der Februarkämpfe wurde Weber 1934 im Anhaltelager Wöllersdorf interniert und stellte in der Folge sein politisches Engagement ein. 1945 boten ihm die sowjetischen Truppen das Bürgermeisteramt an, das Weber ablehnte. Er wirkte jedoch von April 1945 bis 8. November 1947 als Vizebürgermeister und Amtsführender Stadtrat für das Stadtbauamt (Verwaltungsgruppe IV) in den Stadtsenaten Körner I und Körner II.
Weber organisierte zunächst die Schutträumung und den Transport von Nahrungsmitteln. Des Weiteren berief er eine große Enquete für den Wiederaufbau ein, die in der Veröffentlichung von 14 Punkten für den Wiederaufbau gipfelte. Weber gründete zudem die Wiener Baubedarfsgesellschaft, die Baufirmen Maschinen und Gerüste leihweise zur Verfügung stellte. In der Folge kümmerte er sich um die Herstellung von Betondachziegeln und Fertigbeton-Deckenteilen aus Schleuderbeton. Nach 1946 war er an der Ausgestaltung der Baubedarfsgesellschaft beteiligt, in der er bis zu seinem Tod eine leitende Funktion übernahm.
Weber, der verheiratet war, wurde im Urnenhain der Feuerhalle Simmering in einem ehrenhalber gewidmeten Grab (Abt. ALI, Nr. 72) beigesetzt.